# Musée de Dubaï
 (mai 2015).
Si vous disposez d'ouvrages ou d'articles de référence ou si vous connaissez des sites web de qualité traitant du thème abordé ici, merci de compléter l'article en donnant les références utiles à sa vérifiabilité et en les liant à la section « Notes et références ».

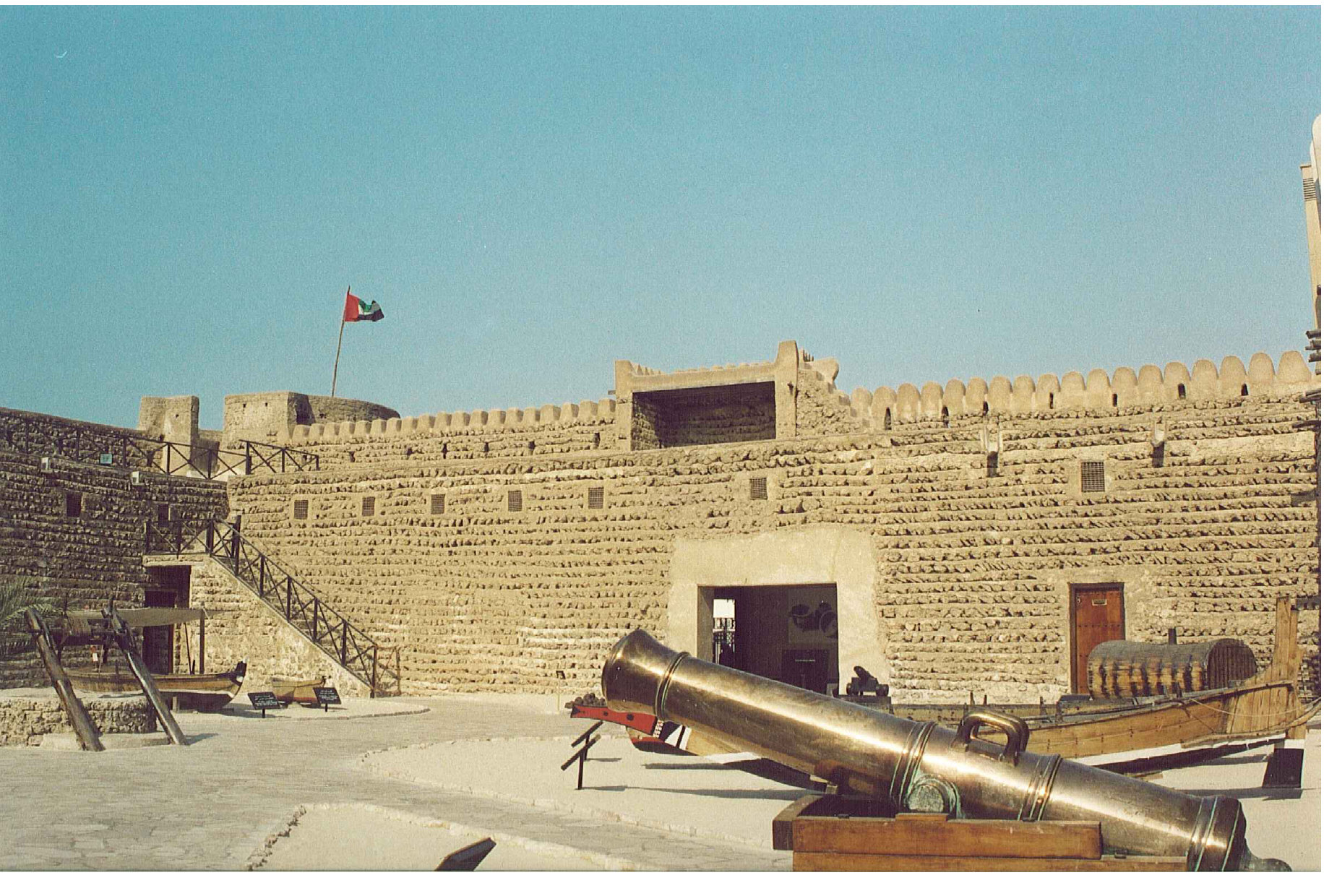
La cour du fort de Al Fahidi.

Le Musée de Dubaï (en arabe : دبي متحف) est le principal musée à Dubaï aux Émirats arabes unis. Il est situé dans le Fort Al Fahidi (الفهيدي حصن), construit en 1787, le plus ancien bâtiment existant à Dubaï.

## Création du musée
Le musée a été ouvert par le souverain de Dubaï en 1971, dans le but de présenter le mode de vie traditionnel dans l'émirat de Dubaï. Il comprend des antiquités locales ainsi que des artefacts de pays africains et asiatiques qui faisaient du commerce avec Dubaï. Il comprend également plusieurs dioramas montrant la vie dans l'émirat avant l'avènement du pétrole, en plus de artefacts de récentes découvertes aussi vieux que 3000 ans av. J.-C.
En 2007, le musée de Dubaï a accueilli 1 800 visiteurs par jour, avec un total annuel de 611 840 visiteurs. En mars 2008, le Musée enregistre 80 000 visiteurs et a reçu plus de 1 million de visiteurs en 2013.

## Le fort
Le fort d'Al Fahidi est de forme carrée avec des tours occupant trois de ses coins. Il a été construit de roche de corail et de mortier en plusieurs phases. Juste à côté du mur sud se trouvent les restes des murs de la ville. À côté d'eux se tient un boutre de haut (Bateau traditionnel) au milieu d'une grande cour qui couvre les galeries souterraines. Deux canons gardent le porte principale du fort sur le mur oriental, orné de drapeaux de Dubaï et des Émirats arabes unis.

## Les galeries
L'entrée des galeries est situé à la tour sud-ouest du fort. Après la descente des escaliers en spirale, les visiteurs entrent dans la première galerie, où les vieilles cartes de Dubaï sont affichées. La salle suivante montre une vidéo, mise à jour en 2007, qui représente Dubaï avant la découverte du pétrole dans les années 1960, jusqu'à nos jours. 